# La Manchuela

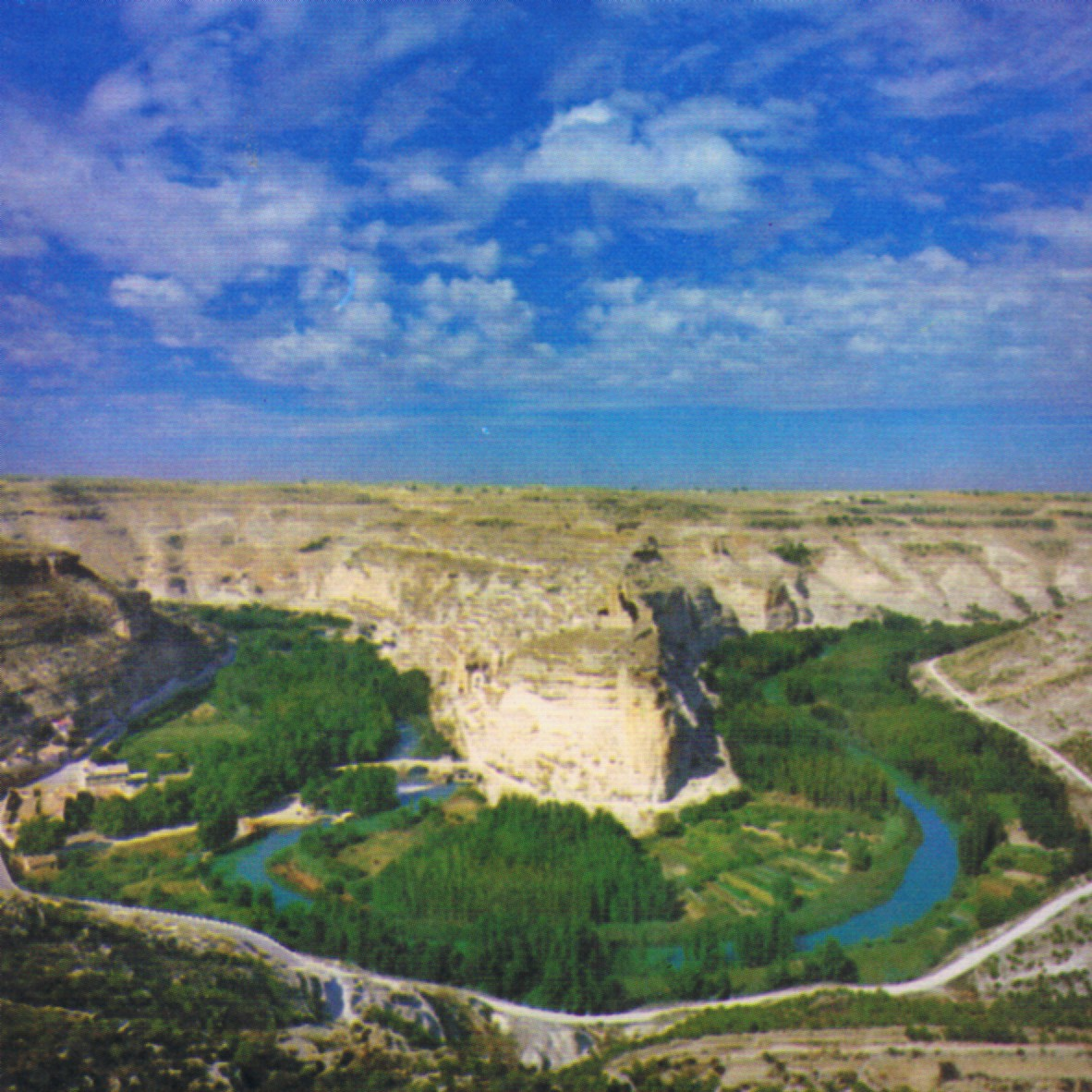
Paisatge de La Manchuela d'Albacete: Les gorges del riu Xúquer

La Manchuela és una comarca a la plana de La Mancha, pròpiament dita i la Serranía de Cuenca, que s'estén per la província de Conca i d'Albacete. Com que està repartida en dues províncies, políticament es parla de la Manchuela Albaceteña i la Manchuela Conquense. Ambdues divisions de polítiques formen unes respectives mancomunitats de municipis. 
Administrativament inclou els partits judicials de San Clemente i Motilla del Palancar a la província de Conca i de Casas-Ibáñez, La Roda, Albacete i Almansa, a la província d'Albacete.
|     | Nom                   | Població |
| --- | --------------------- | -------- |
| 1.  | Quintanar del Rey     | 7.563    |
| 2.  | Motilla del Palancar  | 5.653    |
| 3.  | Madrigueras           | 4.733    |
| 4.  | Casas-Ibáñez          | 4.530    |
| 5.  | Iniesta               | 4.366    |
| 6.  | Villamalea            | 3.909    |
| 7.  | Casasimarro           | 3.120    |
| 8.  | Villanueva de la Jara | 2.100    |
| 9.  | Minglanilla           | 2.532    |
| 10. | Fuentealbilla         | 1.951    |

## Llista de municipis
- Municipis integrats a l'ADIMAN (Asociación de Desarrollo Integral de la Manchuela Conquense): Alarcón, Almodóvar del Pinar, Buenache de Alarcón, Campillo de Altobuey, Casasimarro, Casas de Benítez, Casas de Guijarro, Castillejo de Iniesta, Enguídanos, Gabaldón, Graja de Iniesta, Hontecillas, Iniesta, Ledaña, Minglanilla, Motilla del Palancar, Olmedilla de Alarcón, Paracuellos, El Peral, La Pesquera, El Picazo, Pozoamargo, Pozorrubielos de la Mancha, Puebla del Salvador, Quintanar del Rey, Sisante, Tébar, Valhermoso de la Fuente, Valverdejo, Villagarcía del Llano, Villalpardo, Villanueva de la Jara i Villarta.

- Municipis integrats a la Manchuela Albaceteña: Abengibre, Alatoz, Alborea, Alcalá del Júcar, Balsa de Ves, Carcelén, Casas-Ibáñez, Casas de Juan Núñez, Casas de Ves, Cenizate, Fuentealbilla, Golosalvo, El Herrumblar (tot i que pertany a la província de Conca), Jorquera, Madrigueras, Mahora, Motilleja, Navas de Jorquera, Pozo-Lorente, La Recueja, Valdeganga, Villamalea, Villatoya, Villavaliente i Villa de Ves.

- Tot i que actualment no estan en cap d'aquestes mancomunitats, tradicionalment els municipis següents també havien format part de La Manchuela d'Albacete: Tarazona de la Mancha i Villalgordo del Júcar, que avui estan a la mancomunitat de la "La Mancha del Júcar", amb altres municipis a La Mancha del Júcar-Centro.